# Guido Barthol
Guido Barthol (* 15. Februar 1870 in Wolkenstein; † 22. Dezember 1932 in Leipzig) war Stadtrat von Leipzig und gleichzeitiger Kunstdezernent und Intendant der Städtischen Bühnen der Stadt.

## Herkunft
Guido Bartohl wurde am 15. Februar 1870 in Wolkenstein geboren. Sein Vater, Paul Barthol, war Gerichtsobersekretär in Wolkenstein.
Barthol hatte das Realgymnasium in Annaberg besucht. 1883 war er an der Grimmaer Fürstenschule als Extraneer (Externer) aufgenommen worden und wohnte bei Professor Paul Schmid. 1894 wurde er Referendar in Lommatzsch, Leipzig und Wolkenstein. Nach seinem Abgang von der Grimmaer Fürstenschule begann Barthol 1889 an der Universität Leipzig ein Jurastudium. Barthol beendete seine universitäre Laufbahn mit einer Promotion.

## Politische Karriere
1896 trat Barthol in den Dienst der Stadt Leipzig ein. Hier war er als Referent für das Bauwesen der Stadt und baupolizeiliche Fragen zuständig und leitete die Verhandlungen über die Errichtung des Hauptbahnhofs, für dessen Planung und Bau er später auch verantwortlich war. 1908 wurde Barthol zum Stadtrat und 1914 zum Stadtrat auf Lebenszeit gewählt.
1918/19 übernahm Barthol das Dezernat für die städtischen Theater einschließlich der Oper sowie deren Verwaltung und Intendanz. Zusätzlich wurde ihm das gesamte städtische Kunstdezernat übertragen, was die Überwachung der Stadtbibliothek und der städtischen Museen beinhaltete. Zudem vertrat Barthol die Stadt Leipzig in den Direktionen des Gewandhauses und des Landeskonservatoriums.
Am 30. Juni 1932 trat Barthol aus Gesundheitsgründen in den Ruhestand. Barthol starb am 22. Dezember 1932 im Alter von 62 Jahren in Leipzig. Heute erinnert eine Büste im Opernhaus Leipzig an Barthol.

## Werke
- Guido Barthol: Erörterungen über eine Theatergemeinschaft, Leipzig, 1929.